# Bank of America Corporate Center
Bank of America Corporate Center je mrakodrap ve městě Charlotte ve státě Severní Karolína (USA). Má 60 pater a výšku 265 m, je tak nejvyšší budovou ve městě, ale i ve státě a je za dobré viditelnosti vidět až ze vzdálenosti 56 km. Navrhl ji architekt César Pelli.

## Výstavba

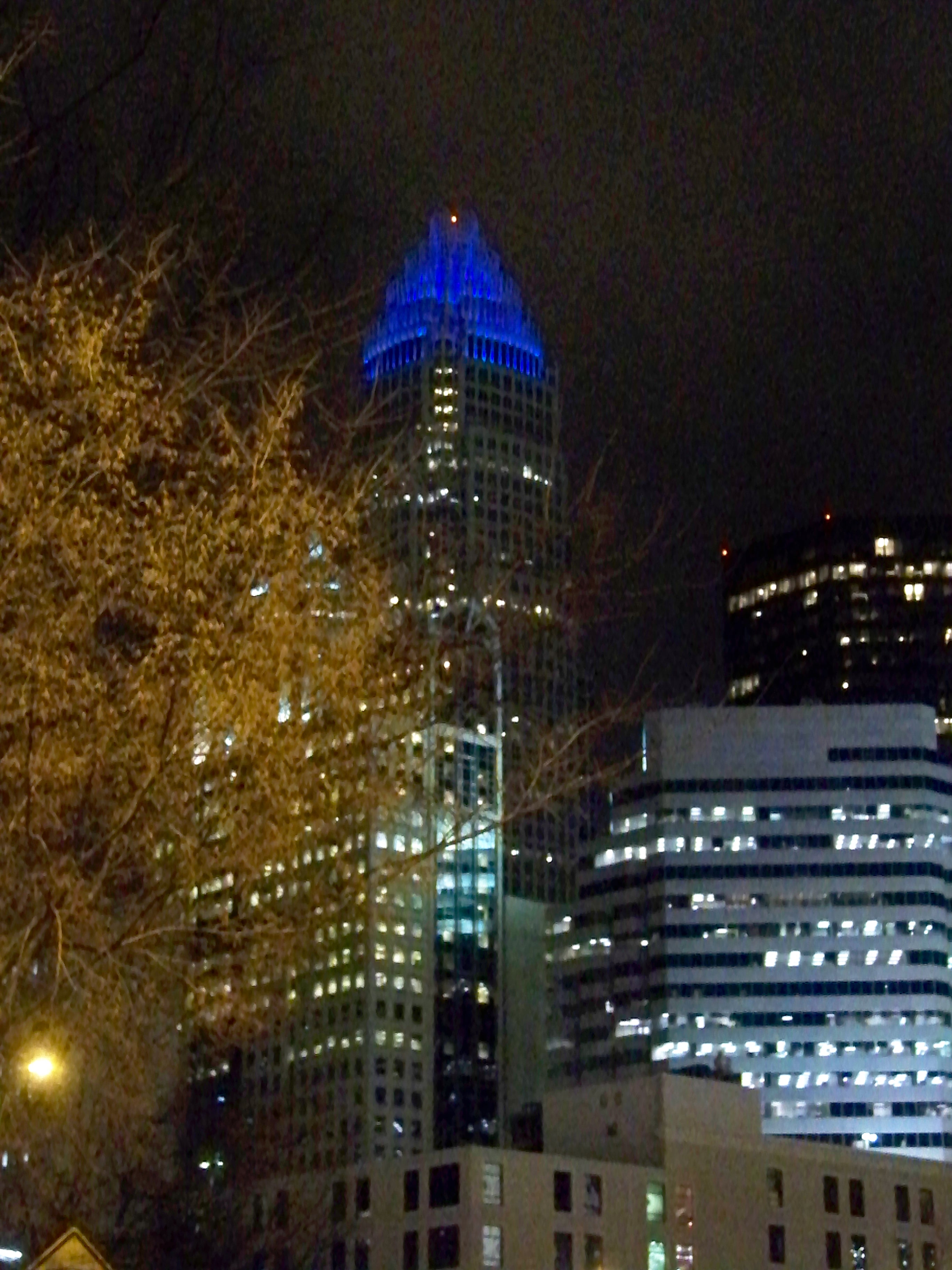
Noční snímek Bank of America Corporate Center

3. ledna 1989 začala demolice původních objektů, ta trvala asi sedm měsíců. Poté následovaly výkopy pro budoucí základy budovy, ty trvaly přibližně 3 měsíce. Při zemních pracích bylo nalezeno zlato, to ale nebylo žádným překvapením, protože již v 19. století zde propukla zlatá horečka. 19. listopadu 1989 byly dobetonovány základy dosahující 12 m pod úrovní ulice. Po pár měsících byla stavba pozastavena, protože město zasáhl hurikán Hugo s rychlostí větru 140 km/h. 20. března 1991 budova dosáhla 47. patra a výšky 180 m a stala se tak nejvyšší ve městě poté, co překonala 179 m vysoký mrakodrap One First Union Center. 2. října 1991 byla dostavěna do konečné výšky kdy byla domontována 29 m vysoká střešní koruna. Stavba byla ukončena v červenci 1992 a slavnostně otevřena v sobotu 17. října 1992.